# Paul McKenna (fotbollsspelare)
Paul McKenna, född 20 oktober 1977, är en engelsk fotbollsspelare som senast spelade för Hull City som mittfältare. Hans moderklubb är Preston North End.